# Ladino (Forlì)
Ladino è una frazione del comune di Forlì, a circa 9 km dal città. Sorge ai piedi delle prime alture dell'Appennino forlivese, a 60 m s.l.m..

## Storia
La più antica memoria storica di Ladino risale al 670 per la presenza di un castrum, di probabile fondazione romana, già precedentemente distrutto dal longobardo Grimaldo nel 640.
Documenti risalenti all'894 testimoniano di un castrum latini, in seguito nominato anche castrum ladini, appartenente a Tiberio Berengari che successivamente divenne possesso degli Ordelaffi. Nel 1170 il castrum era soggetto ad Ubaldo di Petrignano il quale, fatto prigioniero dai faentini durante l'assedio del 1202, lo cedette a questi in cambio della libertà. Il comune di Faenza, temendo che cadesse in mano ghibellina, ne decreta la distruzione. Nel 1218 però i forlivesi lo ricostruiscono perché collocato in posizione strategica per sorvegliare zone di confine insediate dai guelfi faentini e dai fiorentini. Non a caso, nello stesso anno, fu oggetto di una pesante incursione faentina che lo rase al suolo.
A quel punto il castello non fu più ricostruito e nessuna sorta di fortilizio fu più ridificato. I resti del castello andarono disperdendosi e sulle sue fondamenta fu edificata la chiesa pievana, dedicata a San Martino, totalmente ricostruita nel 1872. Del castello rimane traccia solo nei pressi della chiesa e della casa colonica chiamata Fortezza, presso la quale si identificano tracce del fossato e delle cortine.
Dop la scomparsa del castello la popolazione locale andò a gravitare attorno alla piccola chiesa locale. Nella Descriptio Romandiolae di Anglico de Grimoard del 1371, vengono censiti 25 focolari.
Poco lontano dalla chiesa si trova la villa dei marchesi Paulucci di Calboli la quale era, fino alla seconda guerra mondiale, immersa in un ampio bosco. La villa era stata acquistata dal marchese Cosimo nel 1643 ed era appartenuta al cardinale Luigi Capponi, arcivescovo di Ravenna. La villa era residenza del marchese Gian Raniero e della marchesa, sua moglie, Pellegrina, prima che questi venissero prelevati dalle SS e fucilati, il primo a Castrocaro, la seconda all'aeroporto di Forlì
Alla fine della seconda guerra mondiale la villa fu comando della Wehrmacht, di seguito rifugio per sfollati e poi sede del comando delle truppe polacche.